# Sallingberg
Sallingberg ist eine Marktgemeinde mit 1256 Einwohnern (Stand 1. Jänner 2025) im Bezirk Zwettl in Niederösterreich.

## Geografie

### Geografische Lage
Sallingberg liegt im Waldviertel in Niederösterreich. Die Fläche der Marktgemeinde umfasst 51,63 Quadratkilometer. 55,62 Prozent der Fläche sind bewaldet.

### Gemeindegliederung
Das Gemeindegebiet umfasst folgende 12 Ortschaften (in Klammern Einwohnerzahl Stand 1. Jänner 2025):
- Armschlag (90)
- Grainbrunn (169)
- Großnondorf (138)
- Heubach (33)
- Kamles (30)
- Kleinhaslau (49)
- Lugendorf (107)
- Moniholz (137)
- Rabenhof (24)
- Sallingberg (375)
- Spielleithen (27)
- Voitschlag (77)

Die Gemeinde besteht aus den Katastralgemeinden Armschlag, Großnondorf, Heubach, Kamles, Kleinhaslau, Lugendorf, Moniholz, Rabenhof, Sallingberg, Spielleithen und Voitschlag.

### Nachbargemeinden
| Grafenschlag   | Großgöttfritz                               | Waldhausen                        |
| Bad Traunstein | Kompassrose, die auf Nachbargemeinden zeigt | Lichtenau im Waldviertel          |
| Ottenschlag    | Kottes-Purk                                 | Albrechtsberg an der Großen Krems |

## Geschichte
Eine urkundliche Erwähnung findet sich 1200 als ein Riwinus de Salinberge die Widmung eines neu gepflanzten Weingartens an das Stift Göttweig bezeugt.

Der Name bedeutet wohl etwa „Berg der saligen Leute“. Das mittelhochdeutsche „saelic“ steht für „glücklich und von allen irdischen Übeln befreit“. Weitere Namensformen sind 1269 Sellingberg, 1272 Salingberg, 1284 Seligenberg, 1330 Seligenperge, 1374 Sälingberg, 1388 Seligenperg und 1464 Salingperg.

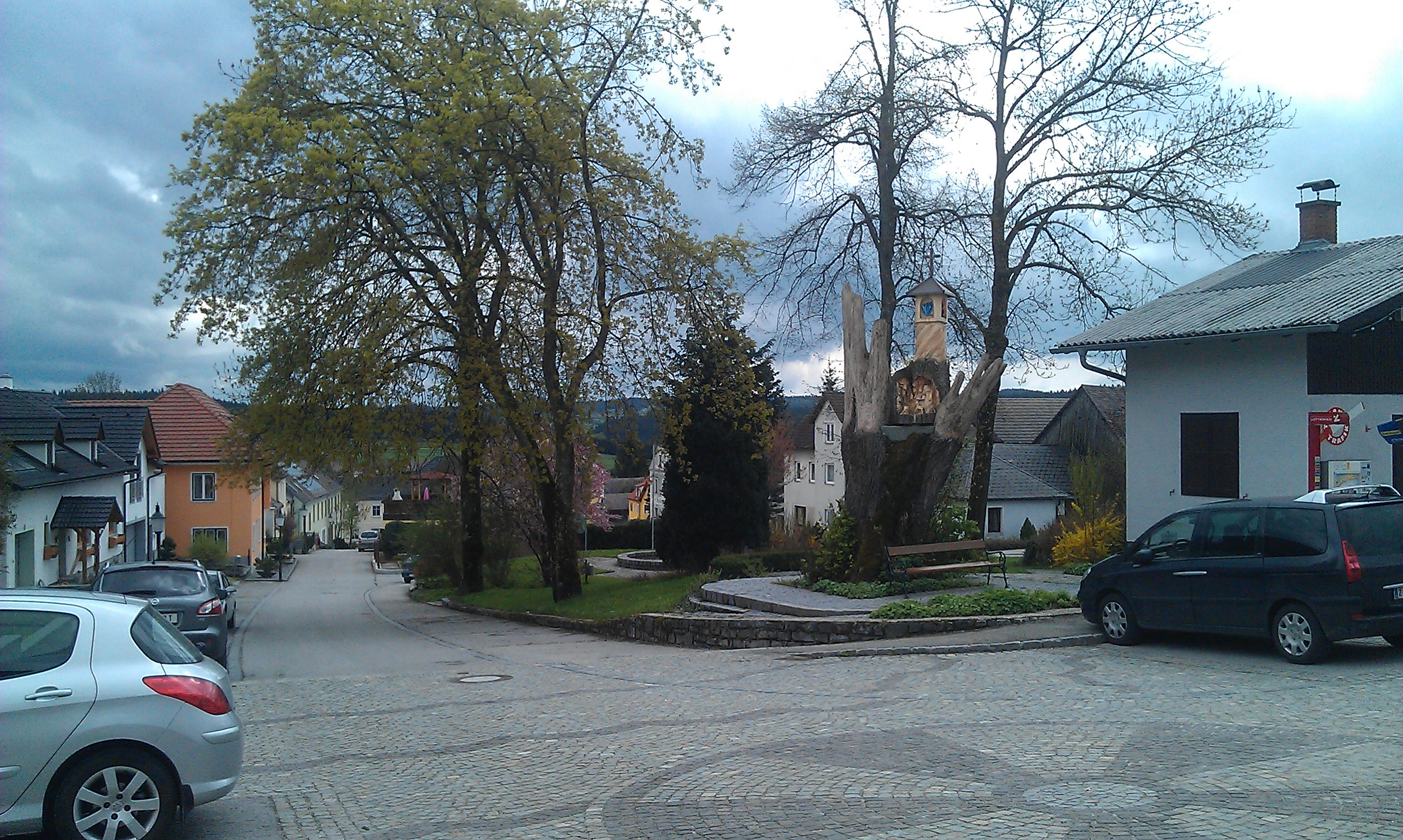
Blick auf den Dorfplatz

1269 wird im Zuge der Stiftung des Klosters Imbach durch Albero von Feldsberg zum ersten Mal die Kirche im Ort erwähnt. Die Pfarre war ursprünglich ein Teil der Pfarre Obermeisling. Im 14. Jahrhundert war die Pfarre dann dem Dekanat Krems-Stein zugeordnet, während der Reformationszeiten und dem Dreißigjährigen Krieg wurde der Ort in Mitleidenschaft gezogen, die Kirche und der Pfarrhof waren verwüstet und die Glocken und der Messkelch der Kirche wurden geraubt.
Im Jahr 1822 wurde der Ort als Dorf mit 40 Häusern genannt, das eine eigene Pfarrkirche und Schule besaß. Das Herrschaft Prandhof besaß die Ortsobrigkeit, die Herrschaft Gföhl übte die Landgerichtsbarkeit aus, die Herrschaft Prandhof besorgte die Konskription und hatte die Grundherrschaft inne.
1788 wird das erste Schulhaus im Ort errichtet, 1875 erhält es noch ein Stockwerk dazu. Es wurde 1963 durch einen Neubau ersetzt.
1893 kam es im Ort zu umfangreichen Straßenumbauten, durch den in Folge stetig ansteigenden Warenverkehr wurde im Dezember 1900 eine Postablage im Ort installiert, 1946 wurde schließlich auf Betreiben des damaligen Bürgermeisters ein Postamt eröffnet.
1884 wurde in Sallingberg die Feuerwehr gegründet und das Feuerwehrhaus direkt am Ortseingang erbaut. Es wurde inzwischen auf Grund Platzproblemen abgerissen und im Kremstal neu errichtet. Im gleichen Jahr wurde auch die Raiffeisenkassa im Ort begründet.
1909 brannten im Ort bei einem schweren Brandunglück 5 Häuser nieder.
Erwähnenswert ist auch das Haus mit Sgraffitomalereien, das anstelle des ehemaligen Forsthauses 1850/51 errichtet wurde. 1950 schließlich wurde der gesamte Ort durch die NEWAG an das Stromnetz angeschlossen.
Laut Adressbuch von Österreich waren im Jahr 1938 in Sallingberg ein Bäcker, vier Binder, einen Fleischhauer, zwei Gastwirte, drei Gemischtwarenläden, zwei Holzhändler, eine Mühle, zwei Sägewerke, eine Schmiede, mehrere Schneider, zwei Schuhmacher, ein Tischler, ein Uhrmacher, zwei Viktualienhändler und mehrere Landwirte ansässig.
Ab 1849 war der Ort eine eigenständige Ortsgemeinde und am 1. Jänner 1967 wird das bis dahin selbstständige Voitschlag samt Kamles und Kleinhaslau eingemeindet, am 1. Jänner 1968 wird das bis dahin selbstständige Lugendorf samt Armschlag, Langschlag und Heubach eingemeindet und schließlich wird Grainbrunn samt Moniholz und Großnondorf am 1. Jänner 1972 mit der Gemeinde Sallingberg vereinigt. Die Gemeinde Grainbrunn war erst Anfang 1967 durch Fusion der Gemeinden Moniholz und Großnondorf entstanden. 
Am 28. Juli 1973 wird der Gemeinde schließlich der Status einer Marktgemeinde verliehen.

### Einwohnerentwicklung
| Sallingberg: Einwohnerzahlen von 1869 bis 2025      | Sallingberg: Einwohnerzahlen von 1869 bis 2025 | Sallingberg: Einwohnerzahlen von 1869 bis 2025 | Sallingberg: Einwohnerzahlen von 1869 bis 2025 | Sallingberg: Einwohnerzahlen von 1869 bis 2025 |
| --------------------------------------------------- | ---------------------------------------------- | ---------------------------------------------- | ---------------------------------------------- | ---------------------------------------------- |
| Jahr                                                |                                                |                                                |                                                | Einwohner                                      |
| 1869                                                | 1869                                           |                                                | 1.771                                          | 1.771                                          |
| 1880                                                | 1880                                           |                                                | 1.885                                          | 1.885                                          |
| 1890                                                | 1890                                           |                                                | 1.911                                          | 1.911                                          |
| 1900                                                | 1900                                           |                                                | 1.892                                          | 1.892                                          |
| 1910                                                | 1910                                           |                                                | 1.808                                          | 1.808                                          |
| 1923                                                | 1923                                           |                                                | 1.778                                          | 1.778                                          |
| 1934                                                | 1934                                           |                                                | 1.808                                          | 1.808                                          |
| 1939                                                | 1939                                           |                                                | 1.737                                          | 1.737                                          |
| 1951                                                | 1951                                           |                                                | 1.583                                          | 1.583                                          |
| 1961                                                | 1961                                           |                                                | 1.571                                          | 1.571                                          |
| 1971                                                | 1971                                           |                                                | 1.619                                          | 1.619                                          |
| 1981                                                | 1981                                           |                                                | 1.548                                          | 1.548                                          |
| 1991                                                | 1991                                           |                                                | 1.601                                          | 1.601                                          |
| 2001                                                | 2001                                           |                                                | 1.471                                          | 1.471                                          |
| 2011                                                | 2011                                           |                                                | 1.371                                          | 1.371                                          |
| 2021                                                | 2021                                           |                                                | 1.262                                          | 1.262                                          |
| 2025                                                | 2025                                           |                                                | 1.256                                          | 1.256                                          |
| Quelle(n): Statistik Austria, Gebietsstand 1.1.2021 |                                                |                                                |                                                |                                                |

## Kultur und Sehenswürdigkeiten

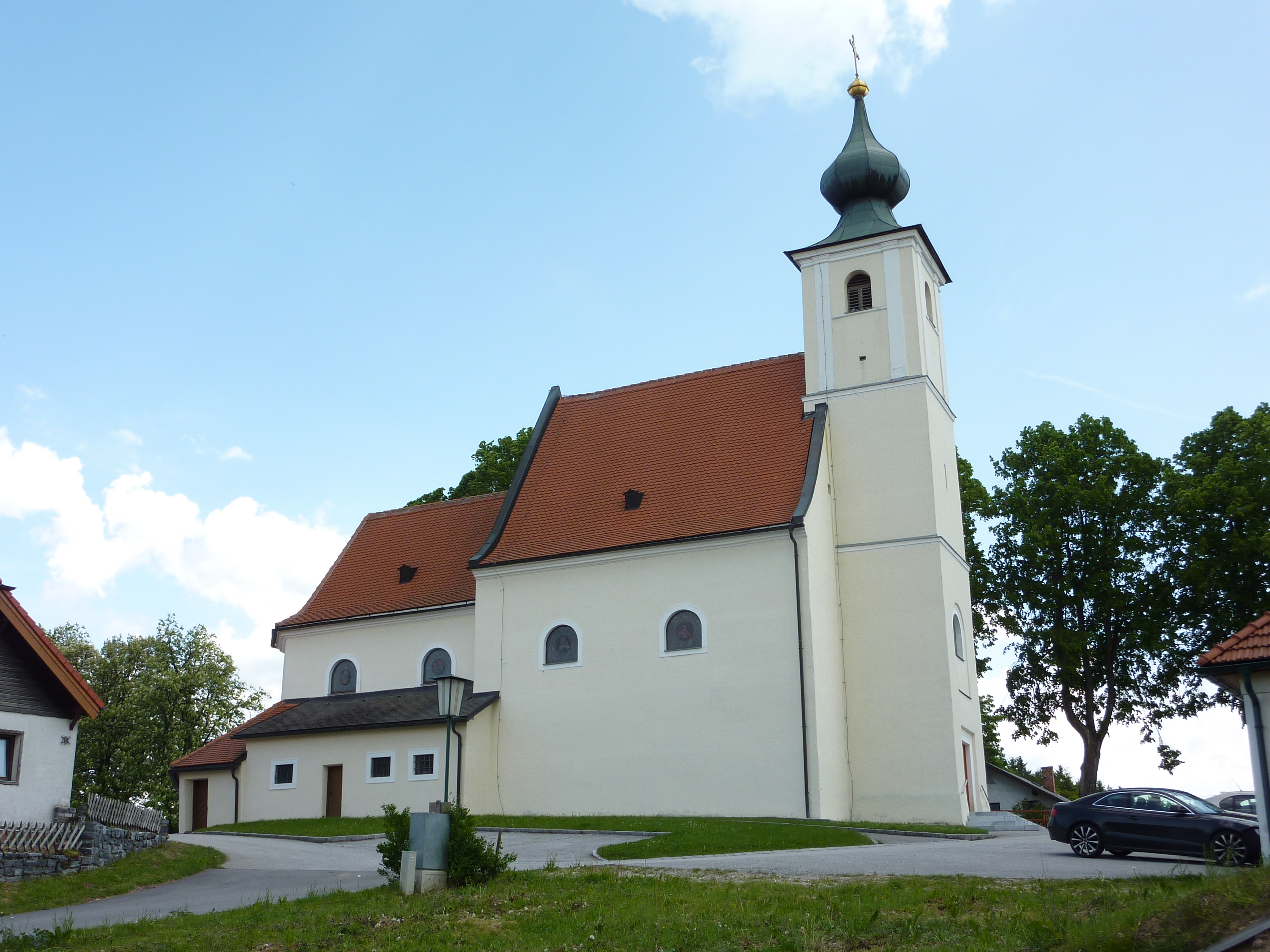
Pfarrkirche Grainbrunn

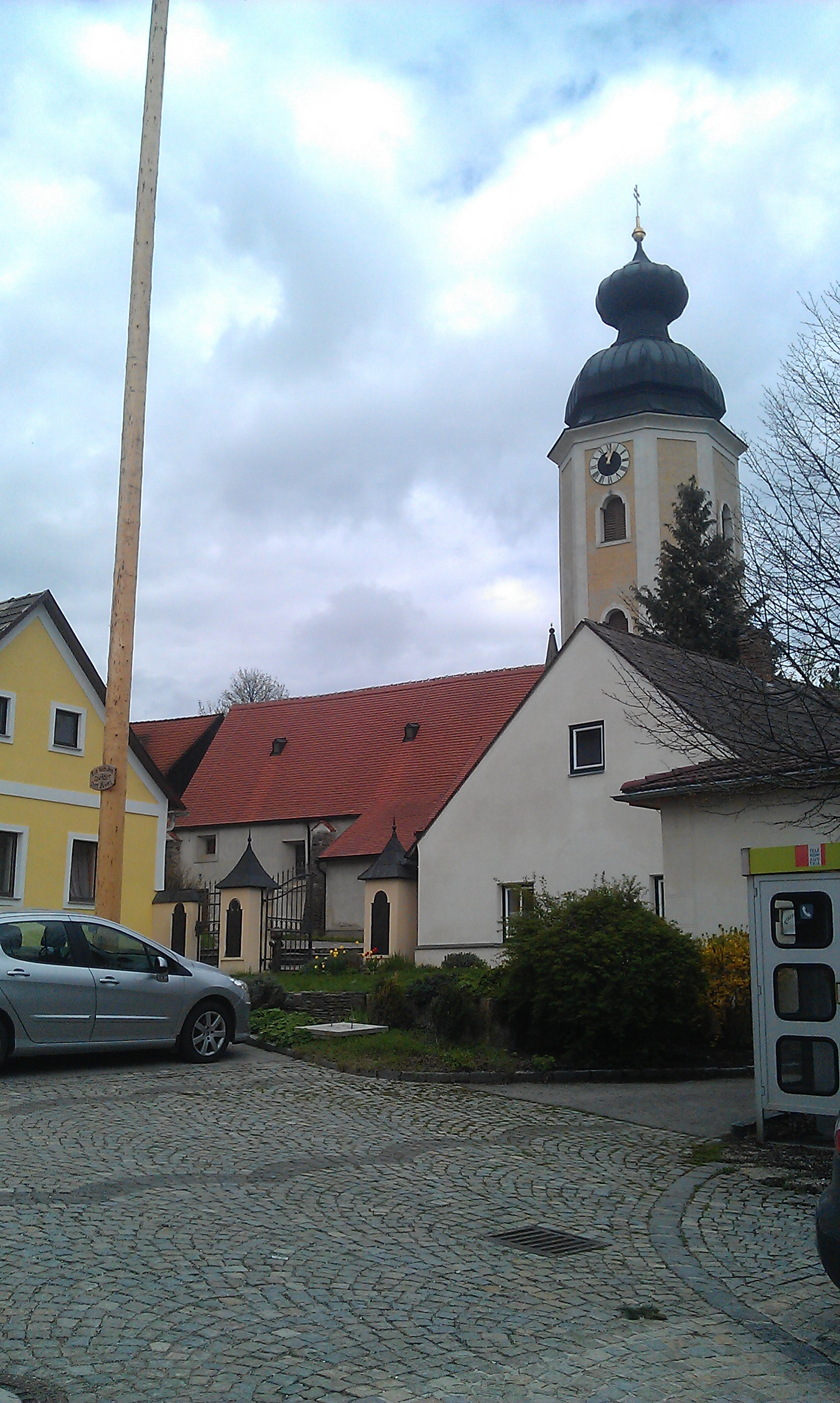
Pfarrkirche Sallingberg

- Katholische Pfarrkirche Grainbrunn Mariä Himmelfahrt
- Katholische Pfarrkirche Sallingberg hl. Johannes der Täufer

## Wirtschaft und Infrastruktur
Nichtlandwirtschaftliche Arbeitsstätten gab es im Jahr 2001 64, land- und forstwirtschaftliche Betriebe nach der Erhebung 1999 168. Die Zahl der Erwerbstätigen am Wohnort betrug nach der Volkszählung 2001 608. Die Erwerbsquote lag 2001 bei 42,42 Prozent.

### Öffentliche Einrichtungen
In Sallingberg befindet sich ein Kindergarten, eine Volksschule. und ein Teichstüberl.

## Politik

### Gemeinderat
Im Marktgemeinderat gibt es nach der Gemeinderatswahl vom 26. Jänner 2025 bei insgesamt 19 Sitzen folgende Mandatsverteilung:
ÖVP 14, Bürgerliste Gemeinde Sallingberg (BGS) 2 und FPÖ 3.

### Bürgermeister
Bürgermeisterin der Marktgemeinde ist Cornelia Juster, Amtsleiter Erwin Schnait.

### Wappen
Der Gemeinde wurde 1973 ein Wappen verliehen. Es zeigt einen rot-weiß-roten Bindenschild und davor den um 1500 entstandenen Tabernakelbildstock, der gegenüber dem Friedhof steht.

## Persönlichkeiten
- Leopold Eder (1823–1902), österreichischer Komponist
- Franz Matzke (1881–1957), Politiker (SPÖ)
- Benno Sulzberger (* 1947), Abgeordneter im niederösterreichischen Landtag von 2008 bis 2013